# Duane Peters
Duane Peters, född 12 juni 1961, med smeknamnet "The Master of Disaster" är en punksångare, textförfattare och professionell skateboardåkare. Han är bland annat känd för att ha uppfunnit flera skateboardtrick. 

## Skateboardkarriär
Som skateboardåkare är Duane Peters framförallt känd för att ha uppfunnit ett flertal tricks, som "acid drop", "layback grind", "Indy air", "Sweeper", "backside layback grind revert", "fakie hang-up" (a.k.a. "Disaster"), "invert revert", "fakie thruster" och "loop of death"

## Diskografi

### Political Crap
- medverkar på Who Cares samlings-LP

### Exploding Fuckdolls
- American Bomb 7"
- Crack the Safe LP
- 2012 Double CD Vinyl Dog Singles & Live '93 @ KUCI

### U.S. Bombs
- Scouts of America double 7"
- Put Strength in the Final Blow LP
- U.S. Bombs EP
- Garibaldi Guard! LP
- Nevermind the Opened Minds EP
- "Outtakes from a Beer City Basement" 7"
- Jaks 10" picture disc
- War Birth LP
- "split w/ The Bristles" 7"
- The Great Lakes of Beer 7"
- "Hobroken Dreams" 7"
- The World LP
- 2001/Lost in America Live LP
- "Tora Tora Tora" 7"
- Back at the Laundromat LP
- "Art Kills" 7"
- Covert Action LP
- Bomb Everything  DVD
- Put Strength in the Final Blow: Disaster Edition CD
- "We are the Problem" 7"
- We are the Problem LP

### Die Hunns
- "Not Gonna Pay" 7"
- Unite LP
- Tickets to Heaven LP
- Split with The Revolvers EP
- Wayward Bantams LP
- "Wild" 7"
- Long Legs LP
- "Time Has Come Today" 7"
- "Marshall Law" 7" Split with Radio One
- You Rot Me LP
- Live Fast... Die Hunns LP
- Live In Chi-Town DVD (Ambervillain Films)

### Gunfight
- "Hell Mary"/"Gunfighter" 7"
- Duane Peters Gunfight LP
- split w/ GG Allin 7" (2 olika versioner, US och UK)
- Forever Chess 7"
- Checkmate LP

### The Great Unwashed
- Beautiful Tragedy LP